# Ampuła

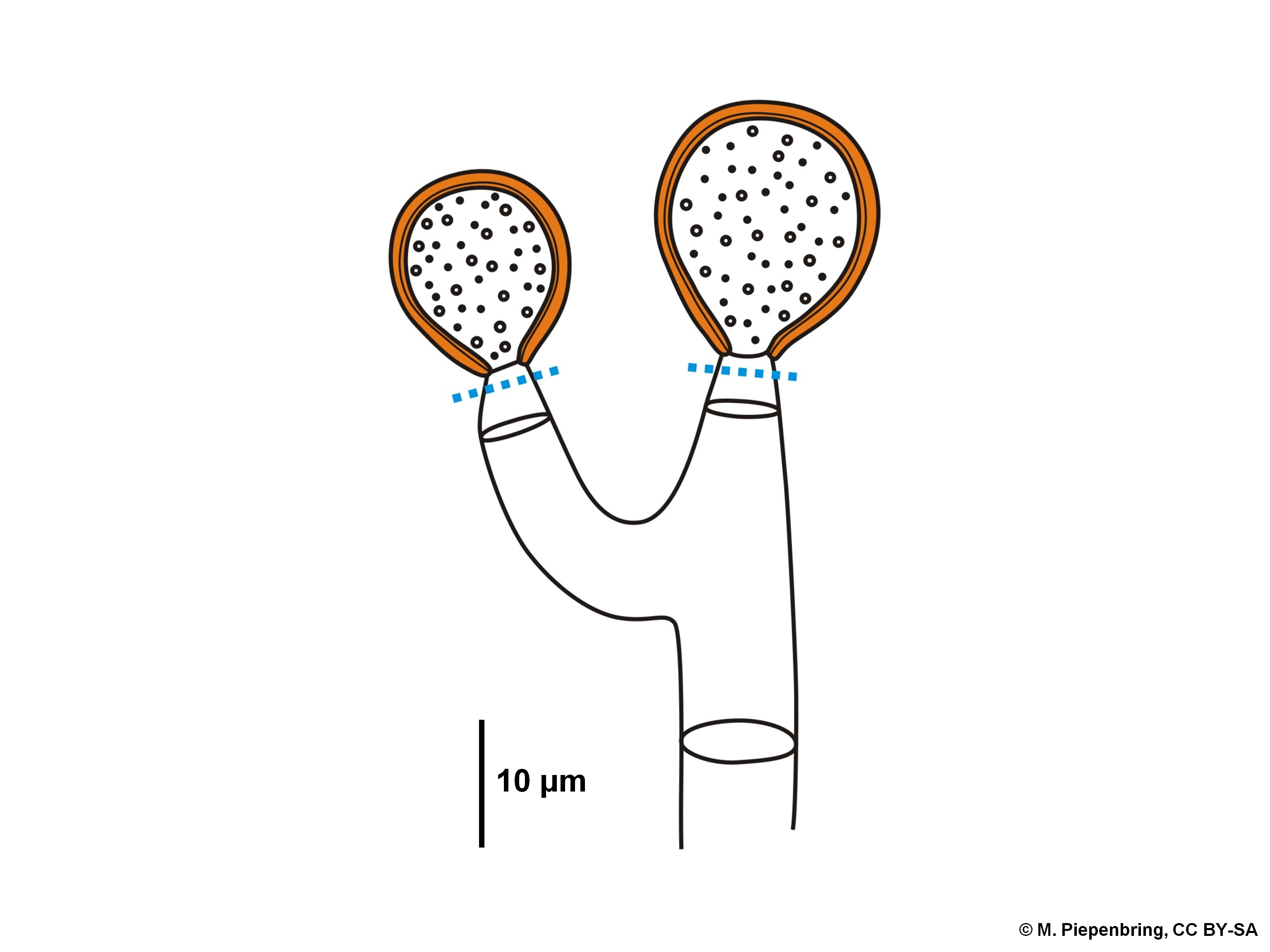
Poliblastyczna ampuła z dwoma sterygmami u Allescheriella crocea

Ampuła – rodzaj komórki konidiotwórczej u grzybów. Jest to końcowa strzępka, na której wytwarzane są bezpłciowo zarodniki zwane konidiami.
Ampuła swoim kształtem przypomina napęczniałą główkę z krótkimi wyrostkami zwanymi sterygmami. Na sterygmach tych poprzez pączkowanie powstają konidia – u niektórych gatunków powstaje równocześnie kilka konidiów na każdej sterygmie, u innych kolejno po jednym. Ampuła ma tyle punktów zarodnikowania, ile jest na niej sterygm, czyli jest poliblastyczna.
W trakcie wytwarzania zarodników, czyli konidiogenezy ampuła nie zmienia swojej długości, dlatego mówi się o niej, że jest zdeterminowana.